# Kostel Všech svatých (Polipsy)
Kostel Všech svatých v Polipsech je římskokatolický filiální kostel farnosti Zruč nad Sázavou vlašimského vikariátu Arcibiskupství pražského. V jádru středověký kostel, přestavěný po posledním požáru v roce 1874 v prostých formách, je bezvěžová jednolodní orientovaná stavba s odsazeným pravoúhlým presbytářem, součást místního hřbitova. Ke kostelu náleží dřevěná hranolová zvonice se stanovou střechou stojící severně od kostela, směrem k návsi. Kostel s areálem hřbitova a zvonicí jsou od 3. května 1958 chráněny jako kulturní památka České republiky.

## Historie
Původně farní kostel štěpánovského vikariátu je zmiňován v roce 1355 v souvislosti s úmrtím místního faráře Alberta. Jeho nástupcem byl farář Beneš, syn Beneše z Ostrožna, roku 1395 se připomíná farář Rynart a roku 1402 kněz Jan. Od té doby neexistují zmínky ani o faráři, ani o faře - zdá se, že po husitských válkách fara zanikla a kostel byl jako filiální připojen k Čestínu, a od roku 1623 ke kácovské farnosti.  V roce 1725 shořela původní věž kostela a ohněm byly roztaveny i její tři zvony. Další požáry následovaly v letech 1763 a 1787, po posledním požáru 4. července 1874 byl na původních základech kostel obnoven nákladem císaře Ferdinanda, držitele kácovského panství, a místních osadníků. 

## Architektura
Drobná jednolodní obdélná stavba s odsazeným krátkým pravoúhlým presbytářem a západní předsíní s kruchtou má presbytář klenutý nepravidelnou valenou klenbou s výsečemi a plochostropou loď. Klenba presbytáře má gotické jádro, zachovány zůstaly také všechny tři středověké střešní štíty. Podle profilace a tvarování hrotitého portálu na jižní straně lodi lze výstavbu původního raně gotického kostela zařadit na přelom druhé a třetí třetiny 13. století, dokladem raně barokních úprav je omítka s rytým kvádrováním na jihovýchodním nároží presbytáře, barokní je dnešní tvar vítězného oblouku a půlkruhem klenutá okna. Původní věž se zvony stávala na východní straně kostela, nynější věž - zvonice, stojící severně od kostela, byla postavena po posledním požáru.
Ve zvonici jsou zmiňovány dva zvony. Větší zvon, datovaný chronogramem v nápisu do roku 1755, byl přelit Karlem Bellmannem v Praze roku 1861, a pod obrazem madony má nápis: MARIA SPONSA GRATIAE TU NOBIS IMPLORANTIBUS AERA BONA CONCEDE (podle jiného zdroje je v nápisu skryt letopočet 1730). Menší zvon nese nápis: EGO VOX CLAMANIS IN DESERTO, PARATE VIAM DOMINI, AEQUATE ITER EI.